# زک پاریس
زک پاریس (انگلیسی: Zach Parise؛ زادهٔ ۲۸ ژوئیهٔ ۱۹۸۴) بازیکن هاکی روی یخ اهل ایالات متحده آمریکا است.